# サン＝トロフィーム教会

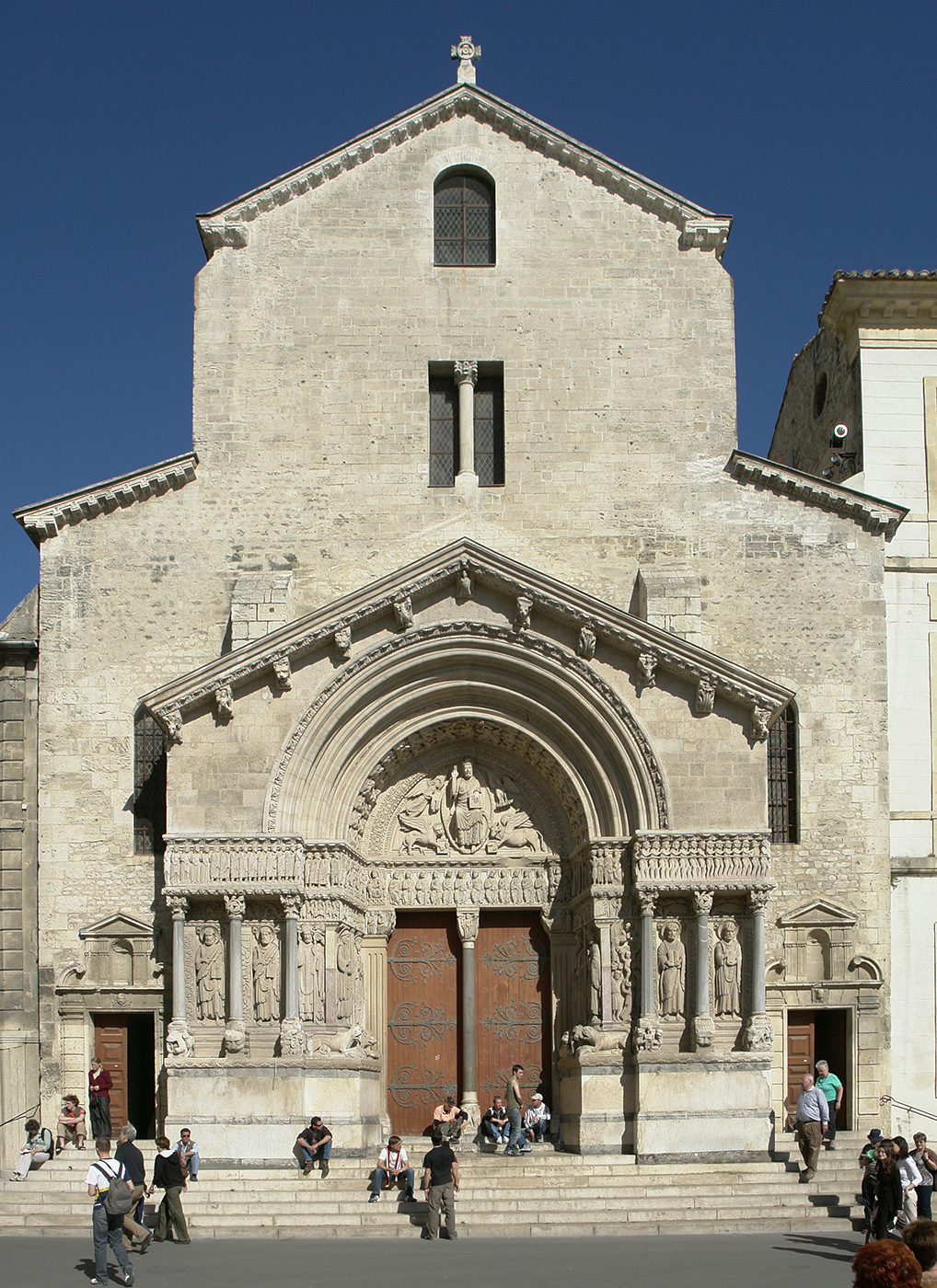
サン＝トロフィーム教会

座標: 北緯43度40分36秒 東経4度37分40秒 / 北緯43.676645度 東経4.627872度サン＝トロフィーム教会（フランス語: Cathédrale Saint-Trophime d'Arles）は、南フランスの都市アルルのリパブリック広場の一画に存在するロマネスク様式の教会堂。教会そのものもさることながら、美しい彫刻が刻まれた柱の並ぶ回廊も高く評価されており、「アルルのローマ遺跡とロマネスク様式建造物群」の一つとして世界遺産に登録されている。

## 歴史
もともとはこの教会の敷地に存在していたのは、4世紀初めに聖ステファノ（サン＝テチエンヌ）に献堂されたバシリカ式教会堂であった。この教会堂は6世紀に現在の場所に再建されたが、8世紀のサラセン人やフランク人による動乱により教会堂は破壊された。その後、カロリング朝時代に再建された。
11世紀から、当時アリスカンに眠っていた聖トロフィムス（3世紀のアルルの聖人）の聖遺物（遺体）を、この教会に安置しなおそうという動きが持ち上がり、ロマネスク様式の現在の教会堂の原型が形成された。そして、1152年に聖トロフィムスの聖遺物が移されると、彼にちなんで「サン＝トロフィーム大聖堂」となった。
15世紀にはゴシック様式の内陣が加えられ、この時、周歩廊が新たに建造された。 革命時には、教会堂は理性の崇拝の神殿となった。
1801年、アルル大司教区はエクス・アン・プロヴァンス大司教区と統合され、教会堂は教区教会になり、更に1882年、マイナー・バジリカに格上げされ、大聖堂（司教座聖堂）となったが、1801年に小教区教会に格下げされた。

## 特色

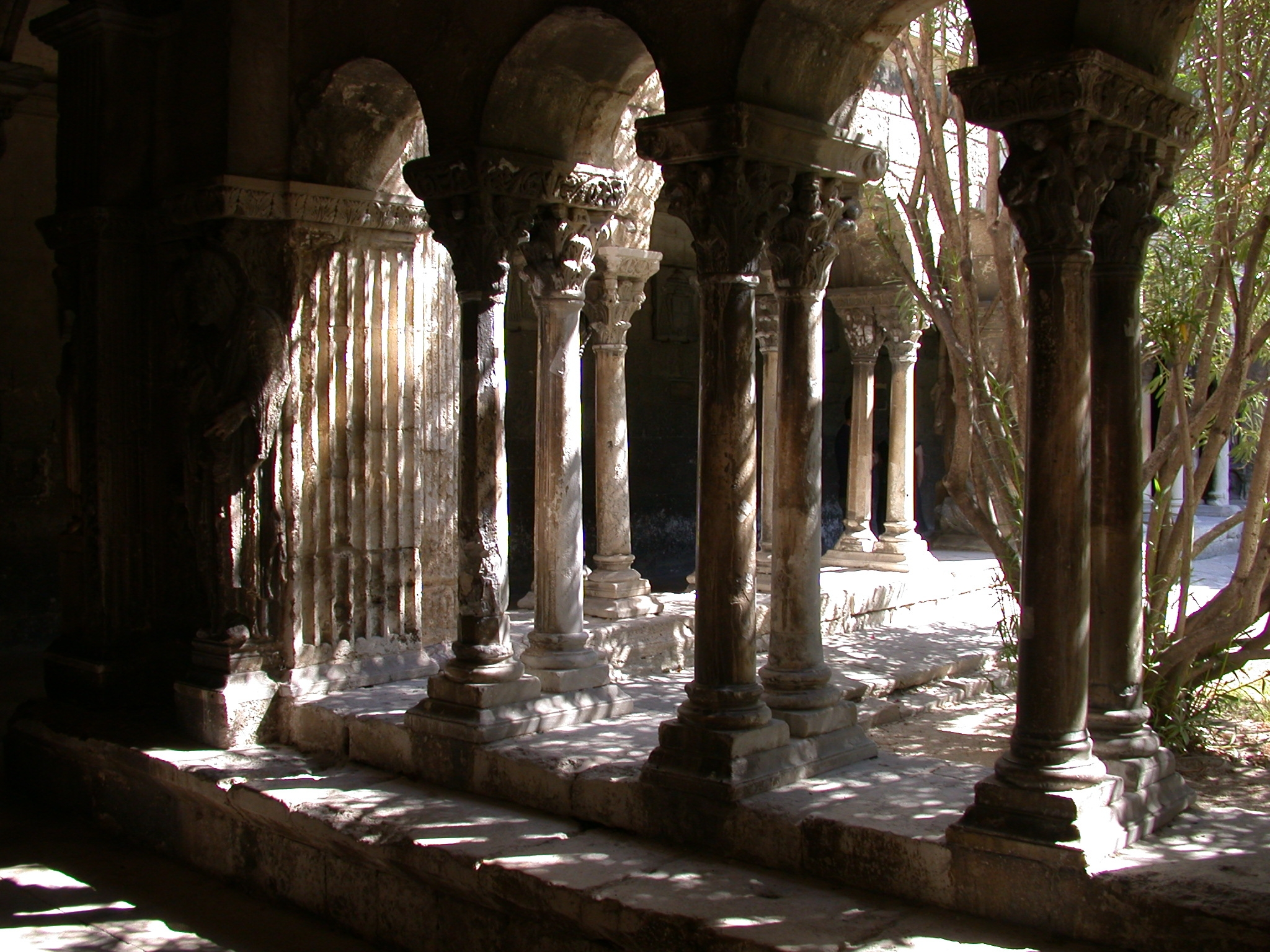
回廊

入り口のティンパヌムには、最後の審判をイメージした彫刻がある。そこでは、イエスが中心に配され、マタイ、ルカ、マルコ、ヨハネらが黙示録の四つの獣に対応させられる形で描かれている。
またその周囲の壁面などにも、十二使徒、受胎告知、ステファノの石打ち等の聖書にゆかりのある諸情景、および諸聖人が刻まれている。
回廊の柱も様々な美しい彫刻に彩られてい る。ここには、イエスの生涯などのほか、地元プロヴァンスにゆかりのある聖トロフィムスや怪物タラスクなども描かれている。

## 関連書籍
- 渡邉浩司「アルルのサン・トロフィーム教会正面扉口を読む」『草のみどり』（中央大学父母連絡会）第164号、2003年3月、pp.70-75.